# Augustin Gattinger
Augustin Gattinger (3 de febrero de 1825 , Múnich - 18 de julio de 1903 , Nashville) fue un médico, y botánico estadounidense de origen alemán.
Llegó a EE. UU. con su esposa y su cuñado, en 1849 después de ser despedido de la Universidad de Múnich por participar en grupos de estudiantes disidentes, celebrando el cumpleaños de George Washington.
Después de pasar unos 15 años de práctica de la medicina en Chattanooga y en el este de Tennessee, sus simpatías progremiales le obligaron a huir a Nashville en 1864. Se desempeñó como cirujano asistente en el Ejército de los Estados Unidos y posteriormente fue nombrado Bibliotecario Estatal, de 1864-1869.
En 1890 donó su extenso herbario a la Universidad de Tennessee, donde permaneció hasta que el edificio que lo alojaba se quemó en 1934 y todas las muestras se perdieron.

## Algunas publicaciones

### Libros
- 1878 : On trees and shrubbery: adapted to the soil and climate of Nashville, in relation to yards, streets and public parks. 28 pp.leer
- 1887 : The Flora of Tennessee, with Special Reference to the Flora of Nashville. 109 pp.leer
- 1894 : 	The medicinal plants of Tennnessee [sic] exhibiting their commercial value: with an analytical key, descriptions in aid of their recognition, and notes relating to their distribution, time and mode of collection, and preparation for the drug market. Ed. F. M. Paul, Printer. 128 pp.
- 1901 : The flora of Tennessee and Philosophy of Botany: respectfully dedicated to the citizens of Tennessee. 296 pp.

## Honores

### Epónimos
- (Campanulaceae) Dortmannia gattingerii Kuntze[1]

- La abreviatura «Gatt.» se emplea para indicar a Augustin Gattinger como autoridad en la descripción y clasificación científica de los vegetales.[2]